# Gyldén (månkrater)
Gyldén är en nedslagskrater på månen. Gyldén har fått sitt namn efter astronomen Hugo Gyldén.
Kratern har en diameter på ungefär 48 km.

## Satellitkratrar
| Gyldén | Latitud | Longitud | Diameter |
| ------ | ------- | -------- | -------- |
| C      | 5.8° S  | 1.0° Ö   | 6 km     |
| K      | 5.5° S  | 0.6° Ö   | 5 km     |